# 아스키아 무함마드 1세
무함마드 이븐 아비 바크르 알투리(Muhammad ibn Abi Bakr al-Turi, 1443-1538)는 1493년부터 1528년까지 통치한 송가이 제국의 아스키아 왕조의 초대 통치자였다. 그는 아스키아 대제로도 알려져 있으며 현대 송가이어로 그의 이름은 마마르 카시이다. 아스키아 무함마드는 자신의 제국을 강화하여 서아프리카 역사상 가장 큰 제국으로 만들었다. 그의 통치가 절정에 달했을 때 송가이 제국은 카노(오늘날 나이지리아 북부)까지의 하우사계 국가들과 동쪽의 송가이 제국에 속해 있던 영토 대부분을 아우르는 영토를 확보했다. 그의 정책으로 유럽 및 아시아와의 무역이 급속히 확대되었고, 많은 학교가 설립되었으며, 이슬람교가 제국의 필수적인 부분으로 자리 잡게 되었다.
무함마드는 송가이 황제 손니 알리 휘하의 중요한 장군이었다. 1492년에 손니 알리가 그의 아들인 손니 바루에게 제위를 계승하자 무함마드는 새로운 통치자가 충실한 무슬림이 아니라는 이유로 제위 계승에 도전했다. 그는 바루를 무찌르고 1493년에 제위에 올랐다.
그 후 그는 제국을 북쪽의 타그하자에서 남쪽의 야텐가 국경까지, 북동쪽의 에어에서 기니의 후타잘론까지 확장하는 확장과 통합의 계획을 세웠다. 그는 이슬람 계통의 제국을 조직하는 대신 서아프리카에 비할 바 없는 관료적인 정부 시스템을 도입하여 전통적인 모델을 강화하고 개선했다. 또한 아스키아는 표준화된 무역 조치와 규제를 확립하고 무역로의 치안을 개시했으며 조직적인 세금 체계를 확립했다. 그는 1528년 아들인 아스키아 무사에 의해 폐위되었다.